# 彩虹织机

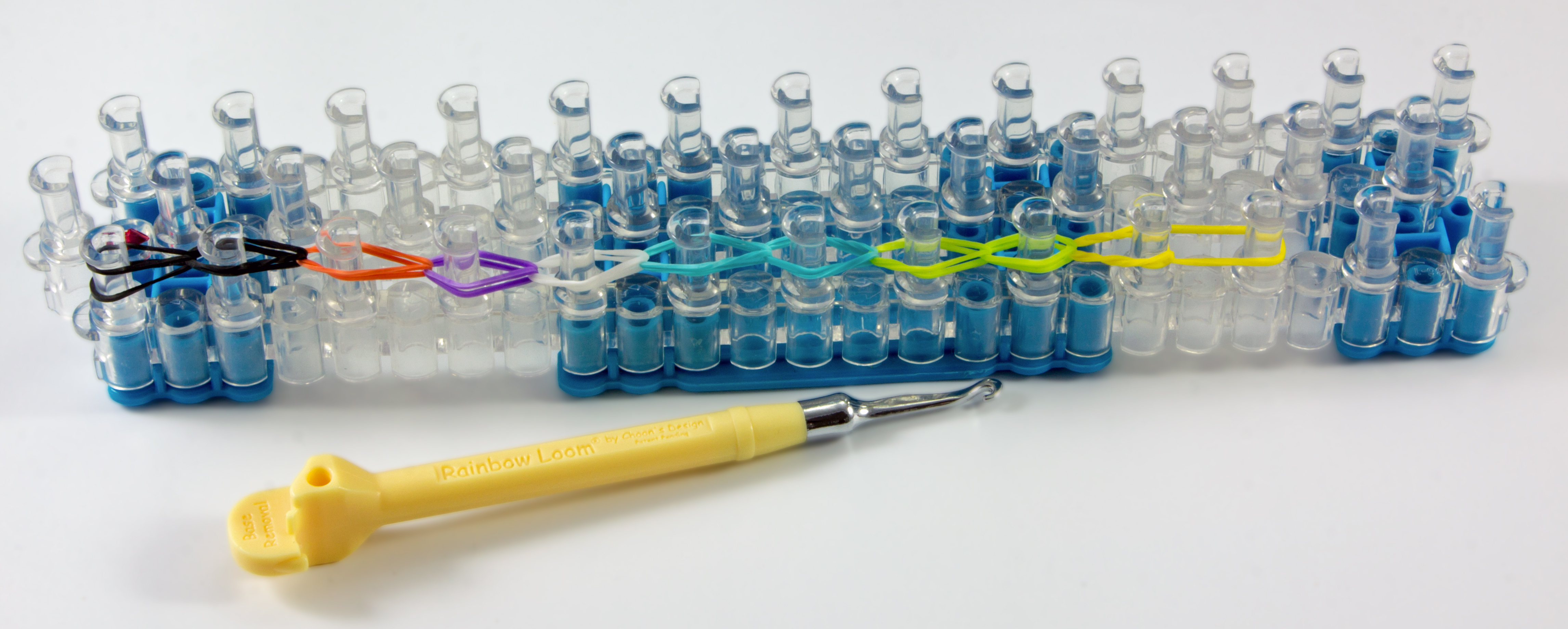
Rainbow Loom編織器和鈎針

彩虹编织（Rainbow Loom）是一种手繩編織的方法，用它可以把彩色橡皮筋做成手链、护身符或是其他首饰。这种DIY玩具是由吴昌俊于2011年，在他家的地下室发明的。

吴昌俊是一名美籍华裔马来西亚移民，他拥有美国威奇托州立大学的机械工程学本科学位。他在2010年萌发了制作彩虹手繩的想法，并开始销售这种套件，当时他是日产汽车公司(Nissan)的碰撞测试工程师。过去一年里，彩虹手繩的人气一路飙升，在YouTube上催生了数百个粉丝视频和大量所谓的儿童创业者。

使用彩虹編織法可以创造出许多类型的橡皮筋饰品，比如手链、腕带、项链、挂饰、戒指、卡通人物、节日吉祥物、动物、水果、笔套、国旗（还有很多）。